# Igor' Nikolaev
Igor' Nikolaev (Mosca, 30 novembre 1924 – Mosca, 7 dicembre 2013) è stato un regista sovietico.

## Filmografia parziale

### Regista
- Ėta trevožnaja zima (1975)
- Den' komandira devizii (1983)
- Ataka (1986)
- General (1992)